# Ragnar Sollie
Ragnar Armand Sollie (1912—1987) var en norsk kommunist, motståndsaktivist och sabotör, med täcknamnet Pelle, under den tyska ockupationen av Norge under andra världskriget. Till yrket var han bilmekaniker och hade fackliga uppdrag i Bilarbeidernes forening.
Ragnar Sollie, som tidigare hade varit aktiv sabotör i Osvaldgruppen under ledning av Asbjørn Sunde, försökte redan 1942 att etablera en ny sabotagegrupp. Försöket avslöjades dock och Sollie tvingades att fly till Sverige under första halvan av 1943.
Sollie var under hela kriget medlem av Norges Kommunistiska Parti vars motståndspolitiska plattform han delade. I april 1944 vände Ragnar Sollie tillbaka till Norge tillsammans med en grupp kommunister som önskade bli medlemmar i Osvaldgruppen. Detta gick dock inte eftersom Osvaldgruppen vid den tidpunkten var i färd med att avveckla verksamheten på order av NKVD.
Sommaren 1944 startade därför Ragnar Sollie en ny sabotagegrupp som kom att kallas Pellegruppen.
Sollie kontaktade kommunistpartiets ledare Peder Furubotn som utnämnde honom till sabotageledare i Oslo. Pellegruppen organiserades runt en inre krets på 3-4 personer som hade kontakt med ett varierande antal undergrupper – så som Ullevål Hageby-gruppen och Losby-gruppen. Sammanlagt omfattade Pellegruppen ungefär 100 personer.
Sollie kom att anklagas av kommunistpartiet för att vara för självsvåldig och aktiv och kom därför att driva sitt motståndsarbete fristående från partiet.
Pellegruppens största bedrift var sprängningen av sex skepp och en kran på Nylands- och Akers Mekaniska Verkstad i Oslo, den 23–24 november 1944. Gruppen som genomförde sprängningen var rekryterad på verkstaden.
Pellegruppen splittrades vid årsskiftet 1944–1945 efter att flera medlemmar arresterats. Elva medlemmar dömdes till döden och sju avrättades i februari och mars 1945. Av oklara orsaker blev Ragnar Sollies och tre andra medlemmars dödsdomar inställda.